# Jure Cekuta
Jure (Jurček) Cekuta, slovenski slikar, * 6. junij 1952, Celje, † 3. avgust 2019.

## Življenjepis
Jure Cekuta se je rodil v Celju, kjer je končal srednjo tehnično šolo (danes Šolski center Celje) ter nadaljeval študij na Višji ekonomsko-komercialni šoli v Mariboru. Od mladih let se je sam likovno izobraževal, med drugim tudi na Univerzi Havajev. Od leta 1976 je imel več kot 200 samostojnih razstav po Evropi, ZDA in Aziji.
Leta 2002 je kandidiral na predsedniških volitvah. Zanj je glasovalo 6184 ljudi, to je 0,54 % volivcev.

### Afera Patria
Cekuta je bil v primeru Patria II pravnomočno obsojen na štiri leta in štiri mesece zapora zaradi napeljevanja k predaji zaupnih dokumentov. Višje sodišče je leta 2015 razsodilo, da mora Cekuta vrniti tudi 460.875 evrov, kolikor je po ugotovitvah sodišča dobil za posredovanje zaupnih podatkov.
Cekuta se je skušal kazni izogniti zaradi zdravstvenih razlogov. Januarja 2017 je odšel v Sarajevo, kjer je zaprosil za azil v Bosni in Hercegovini, ki pa ga ni dobil. Septembra 2018 je pričel prestajanje kazni na Dobu. Uprava zapora na Dobu mu je julija 2019 na njegovo prošnjo zaradi slabega zdravja začasno prekinila prestajanje zaporne kazni. 
Umrl je 3. avgusta 2019.